# Campeonato Mundial de Esgrima de 1954
O Campeonato Mundial de Esgrima de 1954 foi a 24ª edição do torneio organizado pela Federação Internacional de Esgrima (FIE). O evento foi realizado em Luxemburgo, Luxemburgo. 

## Resultados
Os resultados foram os seguintes. 
Masculino
| Evento             | Ouro | Prata | Bronze |
| Espada individual  | Itália · Edoardo Mangiarotti                                                                                                | Itália · Carlo Pavesi | Itália · Franco Bertinetti                                                                                          |
| Espada por equipe  | Itália · Giorgio Anglesio · Franco Bertinetti · Giuseppe Delfino · Armando Dellantonio · Carlo Pavesi · Edoardo Mangiarotti | Suécia · Per Carleson · Sven Fahlman · Carl Forssell · Bengt Ljungquist · Berndt-Otto Rehbinder · Nils Rydström           | França · Daniel Dagallier · Yves Dreyfus · Maurice Huet · Armand Mouyal · Jean-Pierre Muller · Claude Nigon         |
| Florete individual | França · Christian d'Oriola                                                                                                 | Itália · Edoardo Mangiarotti                                                                                              | Itália · Giancarlo Bergamini                                                                                        |
| Florete por equipe | Itália · Giancarlo Bergamini · Manlio Di Rosa · Roberto Ferrari · Edoardo Mangiarotti · Renzo Nostini · Antonio Spallino    | França · Claude Bancilhon · René Cintrat · Roger Closset · Christian d'Oriola · Claude Netter · Adrien Rommel             | Hungria · Aladár Gerevich · József Gyuricza · József Marosi · Endre Palócz · Bertalan Szőcs · Endre Tilli           |
| Sabre individual   | Hungria · Rudolf Kárpáti | Hungria · Pál Kovács | Hungria · Tibor Berczelly                                                                                           |
| Sabre por equipe   | Hungria · Tibor Berczelly · Aladár Gerevich · Rudolf Kárpáti · Pál Kovács · Dániel Magay · Bertalan Papp                    | Polónia · Jerzy Pawłowski · Wojciech Zabłocki · Zygmunt Pawlas · Jerzy Twardokens · Andrzej Piątkowski · Marian Kuszewski | França · Jean Brousse · Jacques Lefèvre · Jean Levavasseur · Bernard Morel · Jacques Roulot · Jean-François Tournon |

Feminino
| Evento             | Ouro                                                                                                  | Prata                                                                                       | Bronze |
| Florete individual | Dinamarca · Karen Lachmann                                                                            | Hungria · Ilona Elek                                                                        | França · Renée Garilhe |
| Florete por equipe | Hungria · Ilona Elek · Margit Elek · Katalin Kiss · Magdolna Kovács · Zsuzsanna Morvay · Magda Zsabka | Itália · Irene Camber · Velleda Cesari · Bruna Colombetti · Vera Mantovani · Silvia Strukel | França · Catherine Delbarre · Renée Garilhe · Françoise Gouny · Marguerite Lavagne · Françoise Mailliard · Régine Veronnet |

## Quadro de medalhas
| Ordem | País      | Medalha de ouro | Medalha de prata | Medalha de bronze |    |
| ----- | --------- | --------------- | ---------------- | ----------------- | -- |
| 1     | Itália    | 3               | 3                | 2                 | 8  |
| 2     | Hungria   | 3               | 2                | 2                 | 7  |
| 3     | França    | 1               | 1                | 4                 | 6  |
| 4     | Dinamarca | 1               |                  |                   | 1  |
| 5     | Polónia   |                 | 1                |                   | 1  |
|       | Suécia    |                 | 1                |                   | 1  |
| TOTAL | TOTAL     | 8               | 8                | 8                 | 24 |